# Porto Alegre do Tocantins
Porto Alegre do Tocantins est une municipalité brésilienne située dans l'État du Tocantins.